# Марса (Од)
Марса́ (фр. Marsa) — коммуна во Франции, находится в регионе Лангедок — Руссильон. Департамент коммуны — Од. Входит в состав кантона Кийан. Округ коммуны — Лиму.
Код INSEE коммуны — 11219.

## Население
Население коммуны на 2008 год составляло 27 человек.
| 1962 | 1968 | 1975 | 1982 | 1990 | 1999 | 2008 |
| ---- | ---- | ---- | ---- | ---- | ---- | ---- |
| 33   | 55   | 61   | 50   | 45   | 26   | 27   |

## Экономика
В 2007 году среди 19 человек в трудоспособном возрасте (15—64 лет) 10 были экономически активными, 9 — неактивными (показатель активности — 52,6 %, в 1999 году было 62,5 %). Из 10 активных работали 9 человек (6 мужчин и 3 женщины), безработным был 1 мужчина. Среди 9 неактивных 7 человек были пенсионерами, 2 были неактивными по другим причинам.